# گرافنباخ زانکت والنتین
گرافنباخ زانکت والنتین (به آلمانی: Grafenbach-Sankt Valentin) یک منطقهٔ مسکونی در اتریش است که در ناحیه نوین‌کیرشن واقع شده‌است. گرافنباخ زانکت والنتین ۲٬۳۰۳ نفر جمعیت دارد.